# Campeonato Nacional de Haití 2016
El Campeonato Nacional de Haití 2016 (Chamionat National) fue la edición número 53 del Championnat National. La temporada completa constó de dos campeonatos divididos y a la vez individuales los cuales otorgaron títulos de manera separada; en la primera mitad de la temporada se jugó la Serie de apertura y en la otra mitad la Serie de clausura, el campeón de cada uno de estos torneos se clasificó al Campeonato de Clubes de la CFU 2017. Al final de la temporada se elaboró una Tabla acumulada donde los cuatro últimos descendieron a la Segunda División de Haití 2017.

## Equipos participantes
| Pos.   | Equipo             | Ciudad          | Estadio                 | Capacidad |
| ------ | ------------------ | --------------- | ----------------------- | --------- |
| 1      | Don Bosco          | Puerto Príncipe | Estadio Sylvio Cator    | 10500     |
| 2      | FICA               | Cabo Haitiano   | Parc Saint-Victor       | 7500      |
| 3      | Racing Haïtien     | Puerto Príncipe | Estadio Sylvio Cator    | 10500     |
| 4      | AS Capoise         | Cabo Haitiano   | Parc Saint-Victor       | 7500      |
| 5      | AS Cavaly          | Léogâne         | Parc Julia Vilbon       | 1000      |
| 6      | America de Cayes   | Les Cayes       | Parc Mister Henry       | 2000      |
| 7      | Violette           | Puerto Príncipe | Estadio Sylvio Cator    | 10500     |
| 8      | Aigle Noir         | Puerto Príncipe | Estadio Sylvio Cator    | 10500     |
| 9      | Baltimore          | San Marcos      | Parc Levelt             | 5000      |
| 10     | Mirebalais         | Mirebalais      | Parc Nelson Petit-Frère | 2000      |
| 11     | Inter Grand-Goâve  | Grand-Goâve     | Parc Ferrus             |           |
| 12     | Ouanaminthe        | Ouanaminthe     | Parc Notre Dame         |           |
| 13     | Racing Gônaïves    | Gonaïves        | Parc Stenio Vincent     | 1500      |
| 14     | Petit-Goâve        | Petit-Goâve     | Parc Anglade            | 2000      |
| 15     | Tempête            | San Marcos      | Parc Levelt             | 5000      |
| 16     | Roulado            | La Gonâve       | Parc Savil Dessaint     | 5000      |
| 1 (SD) | Real du Cap        | Cabo Haitiano   | Parc Saint-Victor       | 7500      |
| 2 (SD) | Juventus des Cayes | Les Cayes       | Parc Mister Henry       | 2000      |

### Ascensos y descensos
| Pos. | Ascendidos de Segunda División 2015 |
| ---- | ----------------------------------- |
| 1    | Real du Cap                         |
| 2    | Juventus des Cayes                  |

| Pos. | Descendidos del Championnat National 2015 |
| ---- | ----------------------------------------- |
| 17   | Valencia                                  |
| 18   | PNH FC                                    |
| 19   | US Lajeune                                |
| 20   | Racine GM                                 |

## Serie de Apertura
La serie se jugó durante la primera mitad del 2016, empezó el 20 de febrero y terminó el 28 de mayo.
Los 18 equipos participantes jugaron entre sí todos contra todos una vez totalizando 17 partidos cada uno, los cuatro primeros se clasificaron a los Play-offs de apertura donde finalmente Racing Gônaïves se coronó campeón y se clasificó al Campeonato de Clubes de la CFU 2017.

### Tabla de posiciones
Actualizado el 11 de octubre de 2016.
| Pos. | Equipo             | PJ | PG | PE | PP | GF | GC | DG  | Pts. | Clasificado a         |
| ---- | ------------------ | -- | -- | -- | -- | -- | -- | --- | ---- | --------------------- |
| 1    | Racing Gônaïves    | 17 | 10 | 6  | 1  | 25 | 12 | +13 | 36   | Play-offs de apertura |
| 2    | Don Bosco          | 17 | 10 | 5  | 2  | 20 | 6  | +14 | 35   | Play-offs de apertura |
| 3    | FICA               | 17 | 8  | 6  | 3  | 19 | 9  | +10 | 30   | Play-offs de apertura |
| 4    | AS Cavaly          | 17 | 9  | 3  | 5  | 17 | 15 | +2  | 30   | Play-offs de apertura |
| 5    | Mirebalais         | 17 | 8  | 3  | 6  | 12 | 9  | +3  | 27   |                       |
| 6    | Ouanaminthe        | 17 | 8  | 2  | 7  | 17 | 14 | +3  | 26   |                       |
| 7    | AS Capoise         | 17 | 6  | 7  | 4  | 14 | 12 | +2  | 25   |                       |
| 8    | Petit-Goâve        | 17 | 6  | 7  | 4  | 14 | 14 | 0   | 25   |                       |
| 9    | Tempête            | 17 | 6  | 6  | 5  | 12 | 14 | −2  | 24   |                       |
| 10   | Real du Cap        | 17 | 5  | 8  | 4  | 12 | 11 | +1  | 23   |                       |
| 11   | Racing Haïtien     | 17 | 5  | 6  | 6  | 18 | 18 | 0   | 21   |                       |
| 12   | Baltimore          | 17 | 5  | 6  | 6  | 11 | 12 | −1  | 21   |                       |
| 13   | Juventus des Cayes | 17 | 5  | 4  | 8  | 17 | 16 | +1  | 19   |                       |
| 14   | Roulado            | 17 | 4  | 5  | 8  | 15 | 21 | −6  | 17   |                       |
| 15   | America de Cayes   | 17 | 5  | 1  | 11 | 8  | 16 | −8  | 16   |                       |
| 16   | Aigle Noir         | 17 | 2  | 8  | 7  | 10 | 18 | −8  | 14   |                       |
| 17   | Inter Grand-Goâve  | 17 | 2  | 7  | 8  | 4  | 15 | −11 | 13   |                       |
| 18   | Violette           | 17 | 0  | 8  | 9  | 3  | 16 | −13 | 8    |                       |

### Play-offs de apertura
Se jugó entre los cuatro primeros clasificados de la liga a doble partido (ida y vuelta), el ganador de la final se proclamó campeón y se clasificó al Campeonato de Clubes de la CFU 2017.

#### Semifinales
| 18 de mayo | FICA | 2 - 0   | Don Bosco | Parc Saint-Victor, Cabo Haitiano |  |
|            |      | Reporte |           |                                  |  |

| 21 de mayo | Don Bosco | 0 - 2   | FICA | Estadio Sylvio Cator, Puerto Príncipe |  |
|            |           | Reporte |      |                                       |  |

| 18 de mayo | AS Cavaly | 0 - 0   | Racing Gônaïves | Parc Julia Vilbon, Léogâne |  |
|            |           | Reporte |                 |                            |  |

| 21 de mayo | Racing Gônaïves | 1 - 0 (t. s.) | AS Cavaly | Parc Stenio Vincent, Gonaïves |  |
|            |                 | Reporte       |           |                               |  |

#### Final
| 26 de mayo | FICA | 0 - 0   | Racing Gônaïves | Parc Saint-Victor, Cabo Haitiano |  |
|            |      | Reporte |                 |                                  |  |

| 28 de mayo | Racing Gônaïves | 1 - 0   | FICA | Parc Stenio Vincent, Gonaïves |  |
|            |                 | Reporte |      |                               |  |

| Racing Gônaïves Campeón de Apertura Tercer título |

## Serie de Clausura
La serie se jugó durante la segunda mitad del 2016, empezó el 12 de agosto y terminó el 23 de diciembre.
Los 18 equipos participantes jugaron entre sí todos contra todos una vez totalizando 17 partidos cada uno, los cuatro primeros se clasificaron a los Play-offs de clausura. Donde FICA se consagró campeón, logrando así su octavo título y clasificándose para el Campeonato de Clubes de la CFU 2017.

### Tabla de posiciones
Actualizado el 7 de enero de 2017.
| Pos. | Equipo             | PJ | PG | PE | PP | GF | GC | DG  | Pts. | Clasificado a         |
| ---- | ------------------ | -- | -- | -- | -- | -- | -- | --- | ---- | --------------------- |
| 1    | FICA               | 17 | 7  | 8  | 2  | 20 | 8  | +12 | 29   | Play-offs de clausura |
| 2    | Ouanaminthe        | 17 | 7  | 8  | 2  | 19 | 12 | +7  | 29   | Play-offs de clausura |
| 3    | Real du Cap        | 17 | 7  | 6  | 4  | 21 | 13 | +8  | 27   | Play-offs de clausura |
| 4    | AS Capoise         | 17 | 8  | 3  | 6  | 11 | 11 | +0  | 27   | Play-offs de clausura |
| 5    | America de Cayes   | 17 | 6  | 7  | 4  | 13 | 7  | +6  | 25   |                       |
| 6    | Inter Grand-Goâve  | 17 | 7  | 3  | 7  | 15 | 17 | −2  | 24   |                       |
| 7    | Aigle Noir         | 17 | 4  | 11 | 2  | 14 | 9  | +5  | 23   |                       |
| 8    | Violette           | 17 | 4  | 9  | 4  | 14 | 12 | +2  | 21   |                       |
| 9    | Baltimore          | 17 | 4  | 9  | 4  | 12 | 12 | +0  | 21   |                       |
| 10   | Racing Gônaïves    | 17 | 4  | 9  | 4  | 11 | 13 | −2  | 21   |                       |
| 11   | Petit-Goâve        | 17 | 6  | 3  | 8  | 10 | 17 | −7  | 21   |                       |
| 12   | Mirebalais         | 17 | 5  | 5  | 7  | 11 | 11 | +0  | 20   |                       |
| 13   | Juventus des Cayes | 17 | 5  | 5  | 7  | 25 | 27 | −2  | 20   |                       |
| 14   | Don Bosco          | 17 | 4  | 8  | 5  | 12 | 15 | −3  | 20   |                       |
| 15   | Roulado            | 17 | 5  | 5  | 7  | 13 | 17 | −4  | 20   |                       |
| 16   | AS Cavaly          | 17 | 5  | 4  | 8  | 13 | 19 | −6  | 19   |                       |
| 17   | Racing Haïtien     | 17 | 4  | 6  | 7  | 16 | 18 | −2  | 18   |                       |
| 18   | Tempête            | 17 | 3  | 7  | 7  | 8  | 20 | −12 | 16   |                       |

### Play-offs de clausura
se jugó entre los cuatro primeros clasificados de la liga a doble partido (ida y vuelta), el ganador de la final se proclamó campeón y se clasificó al Campeonato de Clubes de la CFU 2017.

#### Semifinales
| 13 de diciembre | AS Capoise | 0 - 0   | FICA | Parc Saint-Victor, Cabo Haitiano |  |
|                 |            | Reporte |      |                                  |  |

| 17 de diciembre | FICA | 1 - 0 (t. s.) | AS Capoise | Parc Saint-Victor, Cabo Haitiano |  |
|                 |      | Reporte       |            |                                  |  |

| 14 de diciembre | Real du Cap | 3 - 1   | Ouanaminthe | Parc Saint-Victor, Cabo Haitiano |  |
|                 |             | Reporte |             |                                  |  |

| 17 de diciembre | Ouanaminthe | 1 - 3   | Real du Cap | Parc Notre-Dame de Vapor, Juana Méndez |  |
|                 |             | Reporte |             |                                        |  |

#### Final
| 20 de diciembre | Real du Cap | 0 - 0   | FICA | Parc Saint-Victor, Cabo Haitiano |  |
|                 |             | Reporte |      |                                  |  |

| 23 de diciembre | FICA | 2 - 0   | Real du Cap | Parc Saint-Victor, Cabo Haitiano |  |
|                 |      | Reporte |             |                                  |  |

| FICA Campeón de Clausura Octavo título |

## Tabla acumulada
Par elaborar la Tabla acumulada se sumaron las estadísticas de la Serie de apertura y de la Serie de clausura. Los campeones de las series de apertura y clausura se clasificaron al Campeonato de Clubes de la CFU 2017, mientras que los cuatro últimos descendieron a la Segunda División de Haití 2017.
  Actualizado el 7 de enero de 2017.
| Pos. | Equipo             | PJ | PG | PE | PP | GF | GC | DG  | Pts. | Clasificado a                       |
| ---- | ------------------ | -- | -- | -- | -- | -- | -- | --- | ---- | ----------------------------------- |
| 1    | FICA               | 34 | 15 | 14 | 5  | 39 | 17 | +22 | 59   |                                     |
| 2    | Racing Gônaïves    | 34 | 14 | 15 | 5  | 36 | 25 | +11 | 57   | Campeonato de Clubes de la CFU 2017 |
| 3    | Don Bosco          | 34 | 14 | 13 | 7  | 32 | 21 | +11 | 55   | Campeonato de Clubes de la CFU 2017 |
| 4    | Ouanaminthe        | 34 | 15 | 10 | 9  | 36 | 26 | +10 | 55   |                                     |
| 5    | AS Capoise         | 34 | 14 | 10 | 10 | 25 | 23 | +2  | 52   |                                     |
| 6    | Real du Cap        | 34 | 12 | 14 | 8  | 32 | 23 | +9  | 50   |                                     |
| 7    | AS Cavaly          | 34 | 14 | 7  | 13 | 30 | 34 | −4  | 49   |                                     |
| 8    | Mirebalais         | 34 | 13 | 8  | 13 | 23 | 20 | +3  | 47   |                                     |
| 9    | Petit-Goâve        | 34 | 12 | 10 | 12 | 24 | 31 | −7  | 46   |                                     |
| 10   | Baltimore          | 34 | 9  | 15 | 10 | 21 | 24 | −1  | 42   |                                     |
| 11   | America de Cayes   | 34 | 11 | 8  | 15 | 21 | 23 | −2  | 41   |                                     |
| 12   | Tempête            | 34 | 9  | 13 | 12 | 20 | 34 | −14 | 40   |                                     |
| 13   | Juventus des Cayes | 34 | 10 | 9  | 15 | 42 | 43 | −1  | 39   |                                     |
| 14   | Racing Haïtien     | 34 | 9  | 12 | 13 | 33 | 35 | −2  | 39   |                                     |
| 15   | Aigle Noir         | 34 | 6  | 19 | 9  | 24 | 27 | −3  | 37   | Segunda División de Haití 2017      |
| 16   | Roulado            | 34 | 9  | 10 | 15 | 28 | 38 | −10 | 37   | Segunda División de Haití 2017      |
| 17   | Inter Grand-Goâve  | 34 | 9  | 10 | 15 | 19 | 32 | −13 | 37   | Segunda División de Haití 2017      |
| 18   | Violette           | 34 | 4  | 17 | 13 | 17 | 28 | −11 | 29   | Segunda División de Haití 2017      |